# Exposition internationale des arts décoratifs et industriels modernes
La création artistique en France pendant les Années folles est marquée par l'organisation de l'Exposition internationale des arts décoratifs et industriels modernes qui se tient à Paris d'avril à novembre 1925 (à l'origine, l'exposition devait se terminer le 25 octobre, mais comme elle avait été visitée par plus de 16 millions de personnes à la fin du mois d'octobre, elle a été prolongée jusqu'au 8 novembre). Située entre l'esplanade des Invalides et les abords des Grand et Petit Palais, l'Exposition regroupe les pavillons des régions de France et des grandes nations invitées.
Quatre mille personnes assistent à l'inauguration le 28 avril. Des milliers de visiteurs se pressent chaque jour dans les allées pendant les six mois de manifestation.

## Histoire

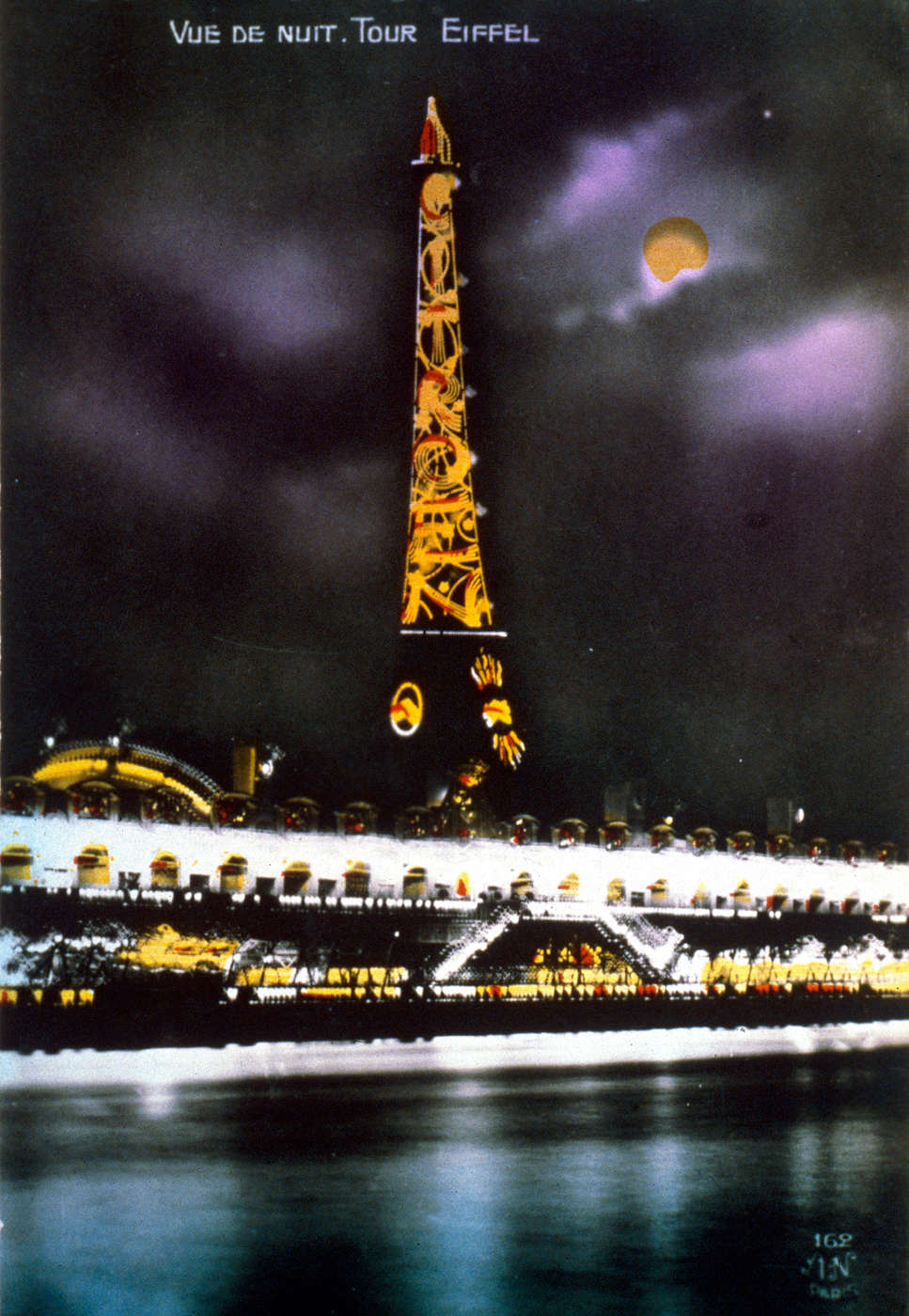
La tour Eiffel (publicité Citroën de 1925).

Le peintre Charles Dufresne résume l'esprit général en disant que « L'art de 1900 fut l'art du domaine de la fantaisie, celui de 1925 est du domaine de la raison ». Cette tendance générale s'exprime au travers de deux mouvements opposés : le style Art déco et l'avant-garde internationale (dite aussi modernisme ou Style international).
Le style Art déco prend son essor avant la Première Guerre mondiale contre les volutes et formes organiques de l'Art nouveau. Il consiste initialement en un retour à la rigueur classique sur le modèle de la Sécession viennoise : symétrie, ordres classiques (souvent très stylisés), pierre de taille (sans aucun effet pittoresque). Le décor, encore très présent, n'a plus la liberté des années 1900 ; il est sévèrement encadré et son dessin s'inspire de la géométrisation cubiste.
Les présidents des trois sociétés culturelles actives dans le domaine des arts décoratifs – l’Union centrale des Arts décoratifs, la Société des artistes décorateurs et la Société d’encouragement à l’art et à l’industrie – expriment conjointement le vœu que le gouvernement réalise cette exposition en 1915.
Finalement, l’exposition, programmée en 1915, repoussée à 1916, ajournée pour cause de guerre à 1922, puis en 1924, aura enfin lieu en 1925.
L'Exposition de 1925 marque dans ses différents pavillons, l'apogée de ce premier style architectural Art déco, qui s'exprime d'abord par une réinterprétation des modénatures ornant les volumes, auxquelles appartiennent les pavillons des grands magasins parisiens, où s'exposent surtout les dernières tendances du mobilier (Grands magasins du Louvre, Au Bon Marché, etc.). Ceux des magasins du Printemps et des Galeries Lafayette, formellement plus audacieux, ainsi que le pavillon du collectionneur sont les pavillons français les plus remarqués, et annoncent, avec les pavillons autrichien de Josef Hoffmann, tchèque ou danois, ainsi que le pavillon du tourisme de Robert Mallet-Stevens et son campanile emblématique, le style Art déco plus géométrique qui va triompher à l'Exposition universelle de 1937. Les arbres cubistes en ciment armé signés par ce dernier architecte, avec les sculpteurs Jean et Joël Martel, défraient la chronique. D'autres attractions ponctuent l'Exposition, telles que les portes monumentales, dont celle de la Concorde, les fontaines lumineuses, comme celle en verre de Lalique, de plusieurs mètres de haut, ou les vases monumentaux du pavillon de la manufacture de Sèvres.

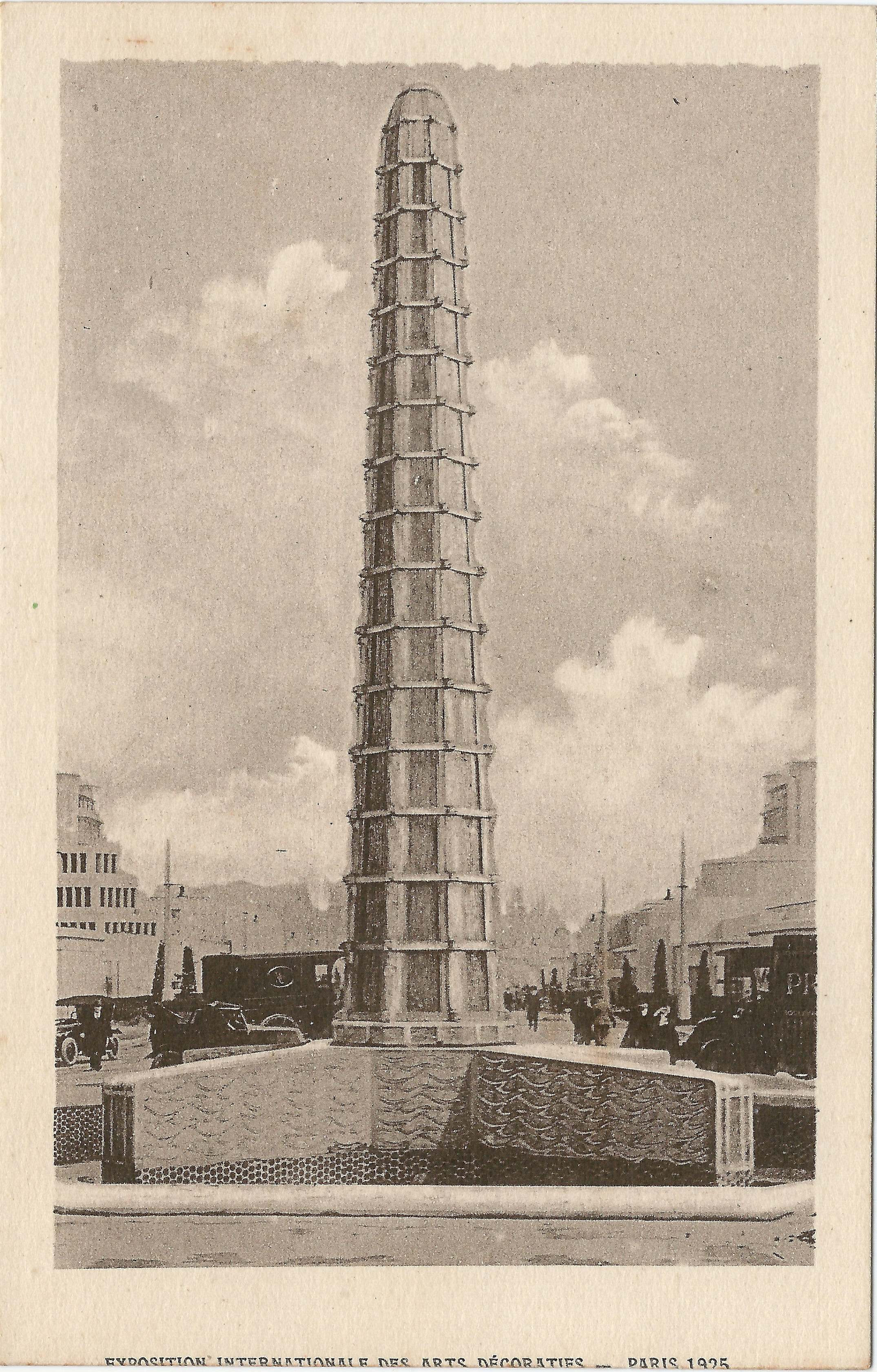
La fontaine de Lalique.

L'Exposition des arts décoratifs de 1925 a, entre les 16 octobre 2013 et 3 mars 2014, fait l'objet d'une exposition intitulée 1925, quand l'Art déco séduit le monde, qui s'est tenue  à la Cité de l'architecture et du patrimoine.

### Église du village français
Les Ateliers d'art sacré ont participé à la décoration de l'église.

### Pavillon du collectionneur
Pour ce pavillon, l'architecte Pierre Patout opte pour un style classique : avancée arrondie côté jardin, frises ornées de bas reliefs, saillie du salon ovale, colonnes simplifiées (sans base ni chapiteau). La décoration intérieure, luxueuse, élégante, de grande qualité, revient à Jacques-Émile Ruhlmann qui agrémente les pièces de meubles, d'objets raffinés et précieux, inspirés du XVIIIe siècle. Ce pavillon suscite l'admiration de tous les visiteurs. La spécificité du créateur Art déco, dont Ruhlmann est le meilleur exemple, est qu'il est considéré comme un « ensemblier » ; il doit créer la totalité de la pièce choisie, du sol au plafond en concevant harmonieusement architecture, mobilier et accessoires. À cette occasion, les décorateurs font entrer les tapis dans l'univers de la décoration et font appel à des fabricants comme Aubusson, la société Tapis France Orient, etc. Les peintures sont néanmoins confiées à Jean Dupas et Roger Reboussin, les laques à Jean Dunand, les bas-reliefs à Antoine Bourdelle et les ferronneries à Edgar Brandt.

### Pavillon d'une ambassade française

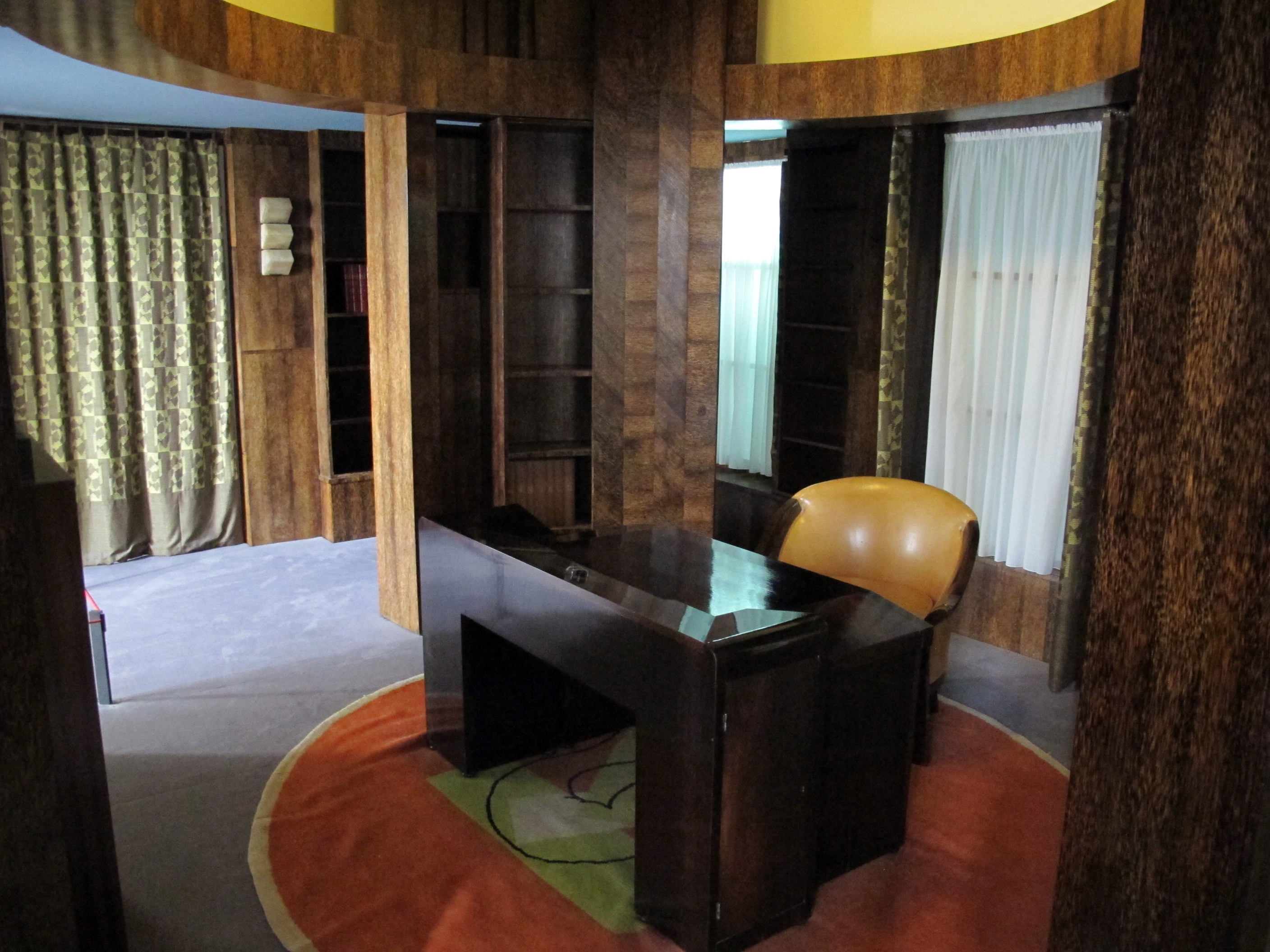
Bureau-bibliothèque de Pierre Chareau reconstitué au musée des Arts décoratifs.

Ce pavillon, réalisé par la Société des artistes décorateurs sous le patronage du ministère des Beaux-Arts comprenait des espaces de représentation et des espaces intimes. On y trouvait du mobilier de Ruhlmann, un hall par Mallet-Stevens, un fumoir par Francis Jourdain, une salle à manger par Georges Chevalier, une chambre par André Groult, auteur du célèbre chiffonnier, et le bureau-bibliothèque de Pierre Chareau, aujourd'hui reconstitué au musée des Arts décoratifs. Ce dernier espace, sur un plan circulaire, est coiffé d’une coupole supportée par deux poteaux et composée d’une paroi “éventail”, d’où provient la lumière. Deux pièces attenantes étaient à l’usage des secrétaires. L’espace est modulé par des parois revêtues de bois de palmier dont certaines sont équipées de rayonnages de bibliothèque. Dans l’espace libéré, au centre, un bureau à pans coupés et un fauteuil sont placés sur un tapis dont le motif a été conçu par Jean Lurçat.

### Pavillon de Bordeaux

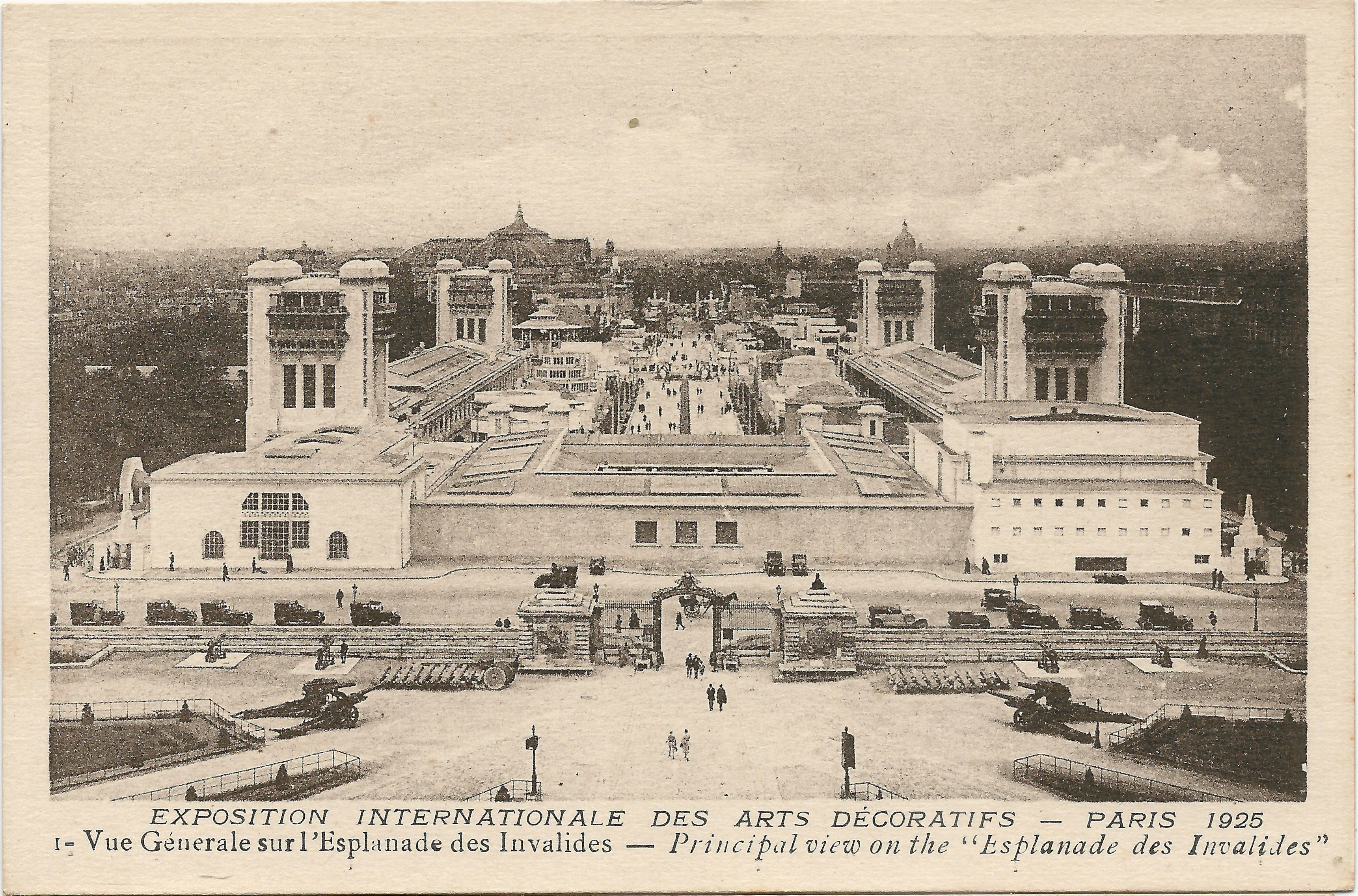
Vue générale de l'Exposition avec les quatre tours des vins français

Le pavillon de Bordeaux est dans une des quatre tours (construites par Charles Plumet) réservées aux vins français. La décoration intérieure de la tour bordelaise est confiée à Pierre Ferret, un architecte bordelais auteur par ailleurs de la maison Frugès. Quatre peintres bordelais, Jean Dupas, Camille de Buzon, François-Maurice Roganeau et Jean Despujols, présentent des fresques à la gloire de l'Aquitaine, notamment La Forêt landaise. Au centre, le sculpteur parisien Alfred Janniot réalise une sculpture polychrome sur la vigne, l'édifice a été détruit depuis.

### Pavillon de l'Esprit nouveau
Le Corbusier et Amédée Ozenfant créent en 1920 la revue L'Esprit nouveau, titre inspiré d'une conférence de Guillaume Apollinaire. Le but était d'y raconter les nouveautés de la modernité. C'est pourquoi, à l'occasion de l'exposition internationale, Le Corbusier et Pierre Jeanneret, avec qui il a réalisé de nombreux bâtiments, décident de construire le Pavillon de l'Esprit nouveau. Il se constitue d'une construction d'un logement-type dans des matériaux standardisés. Le lieu est meublé. Le but était de montrer qu'il était possible de créer des espaces confortables avec du béton et du métal. En plus de cette unité d'habitation, un espace d'exposition présente les plans pour une ville moderne de 3 millions d'habitants et le plan Voisin.

## Philatélie
En prévision et au cours de l'exposition internationale des arts décoratifs de 1925, la Poste française émet en 1924 et en 1925 une série de six timbres. Un timbre à 10 centimes de franc français, vert-noir et jaune, un à 15 centimes bleu-vert et vert et 2 à 25 centimes, le premier violet-brun et lilas-brun, le second gris-bleu et violet dont les visuels sont repris pour une nouvelle valeur à 75 centimes avec de nouvelles couleurs ; le premier gris et outremer et le second bleu-foncé et bleu.

## Galerie de photographies

Les pavillons commerciaux
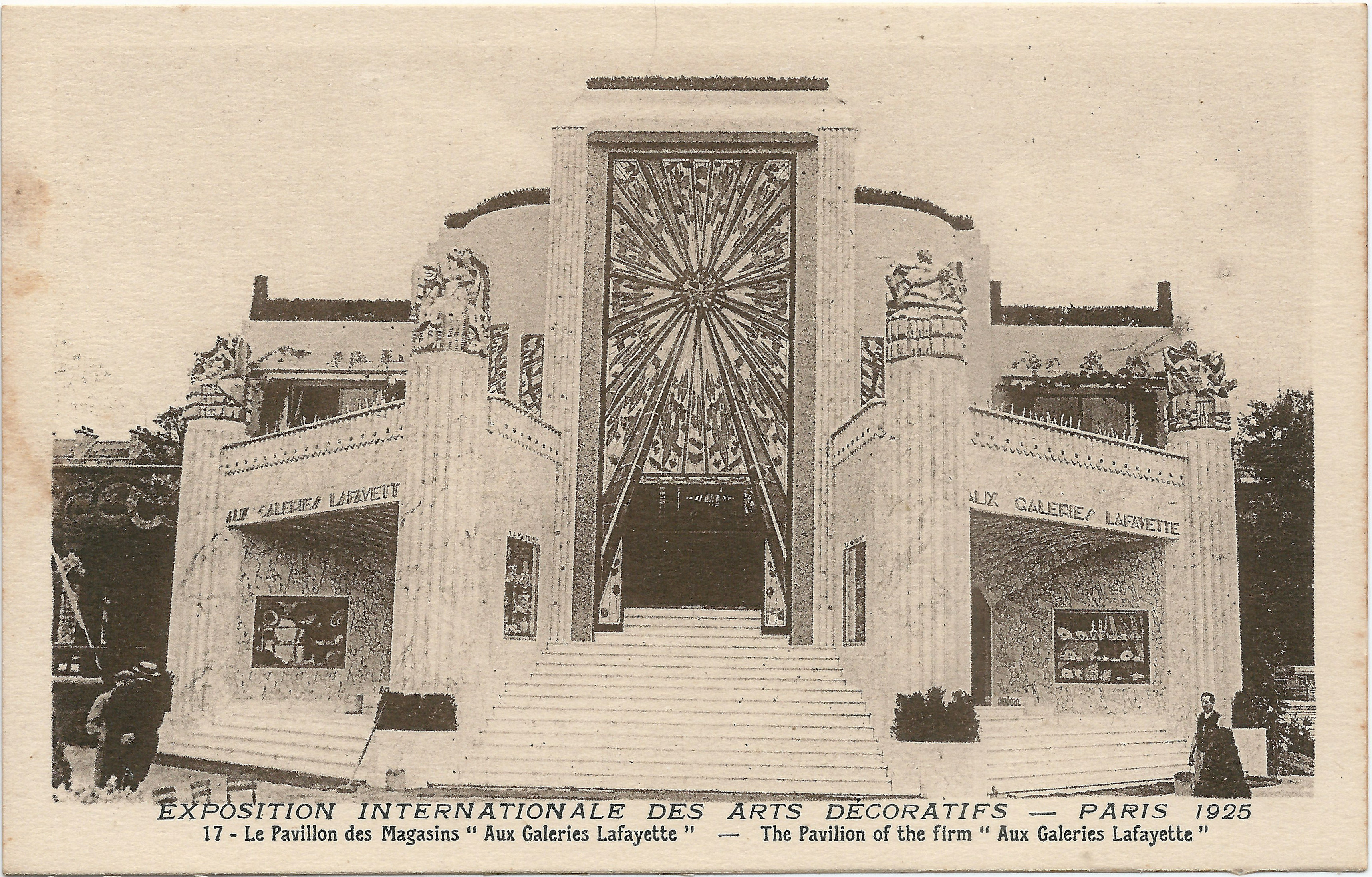
Le pavillon des Galeries Lafayette.
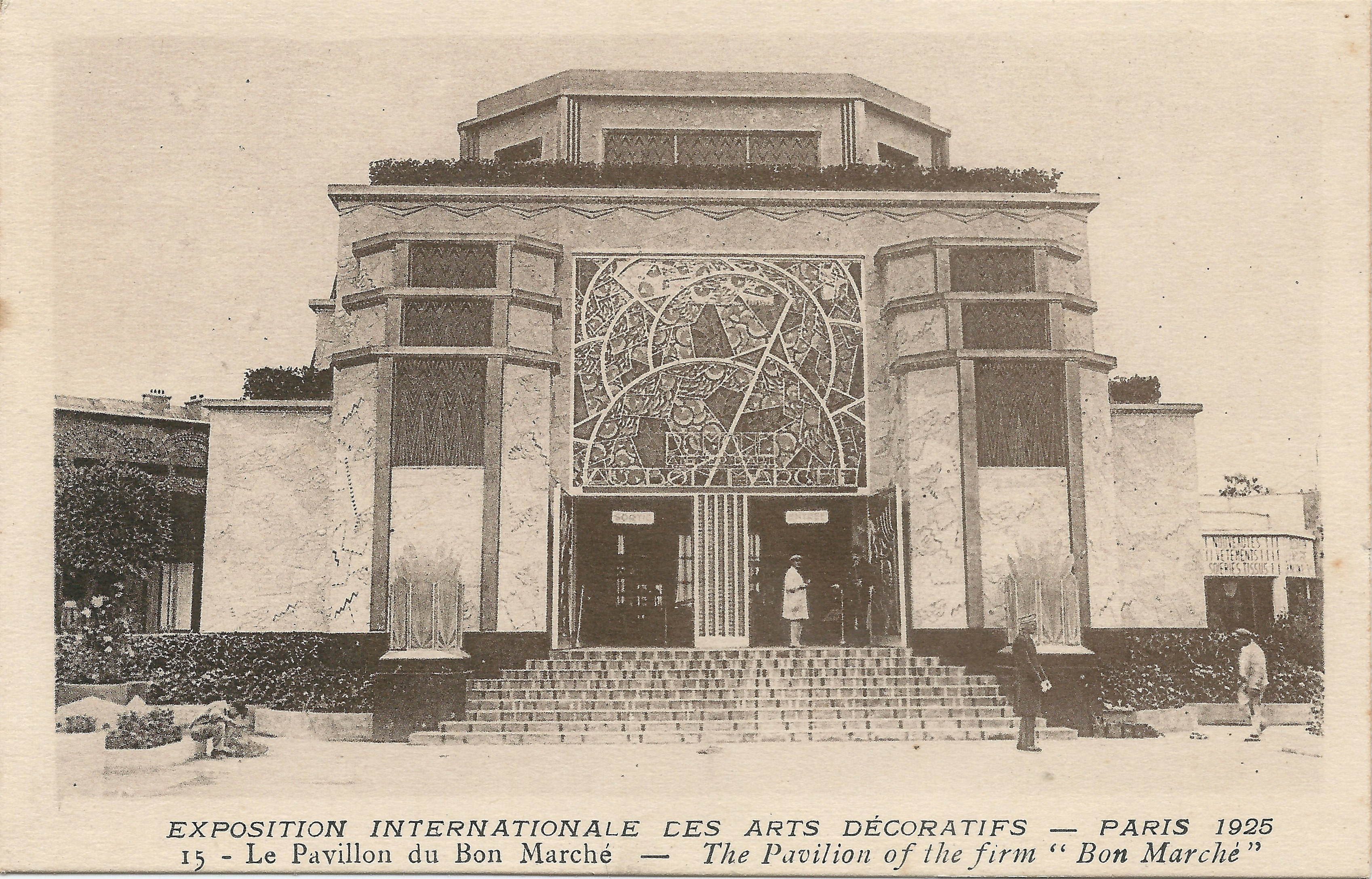
Le pavillon du Bon Marché.
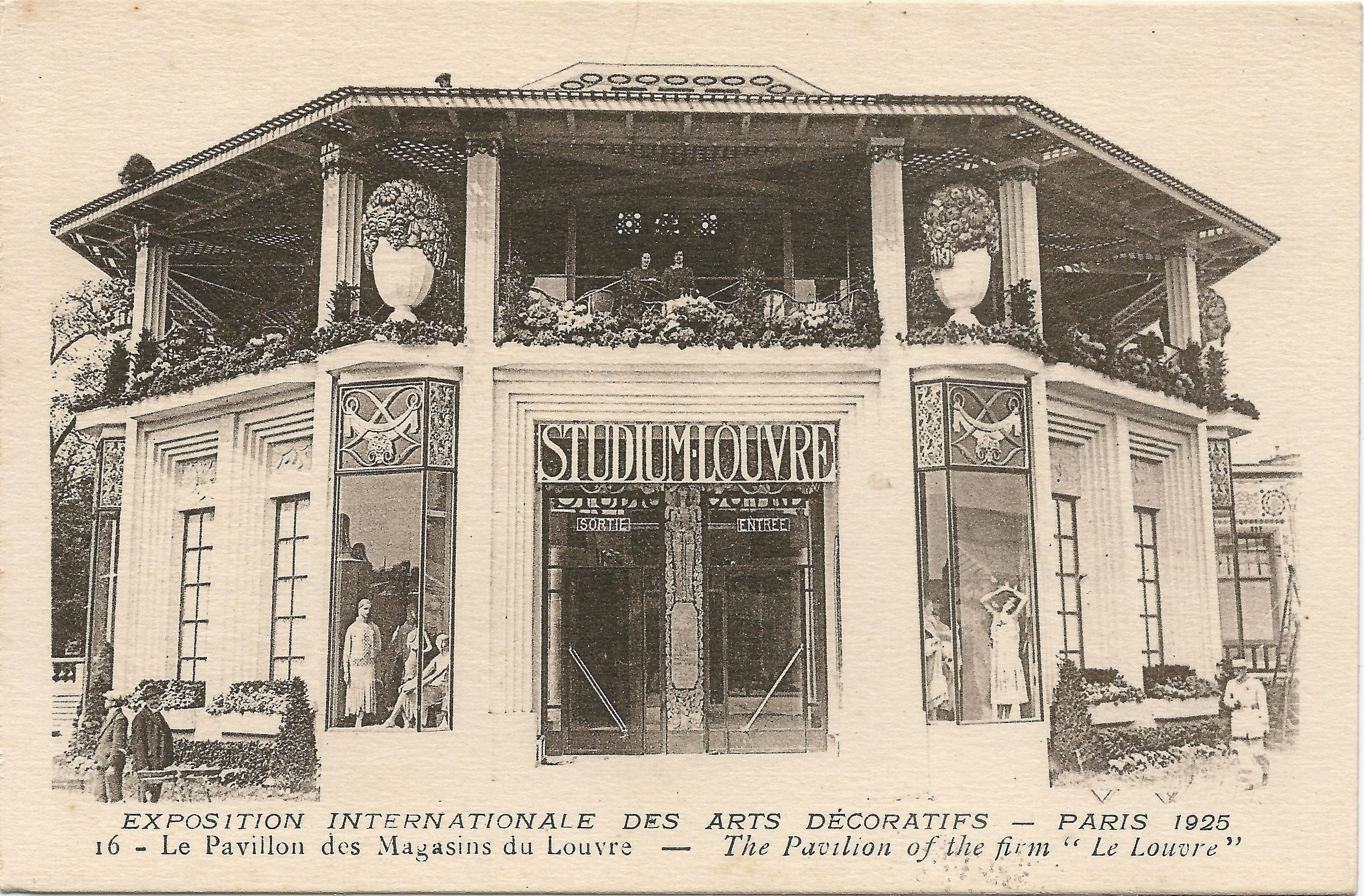
Le pavillon des Magasins du Louvre.
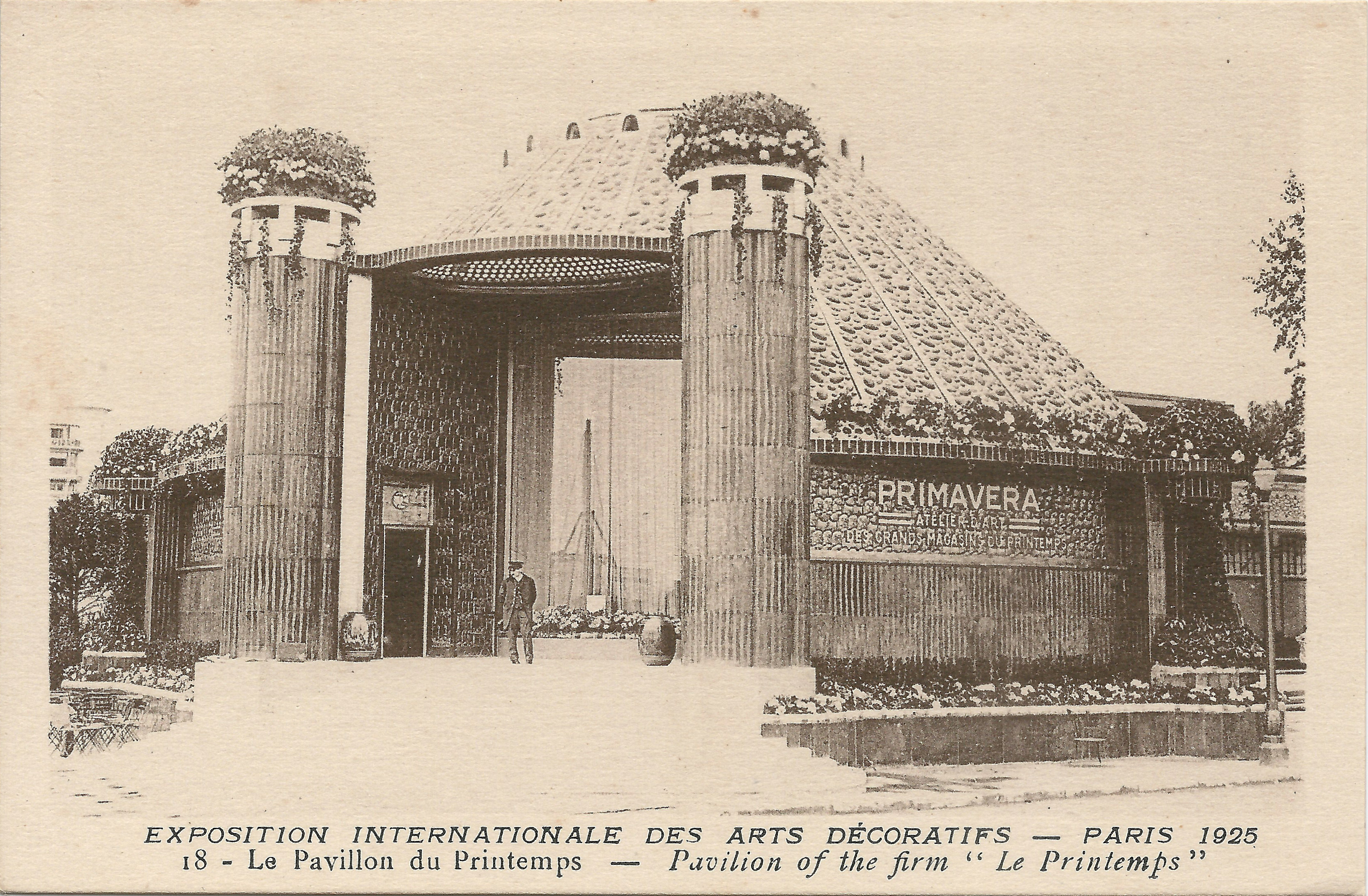
Le pavillon du Printemps.
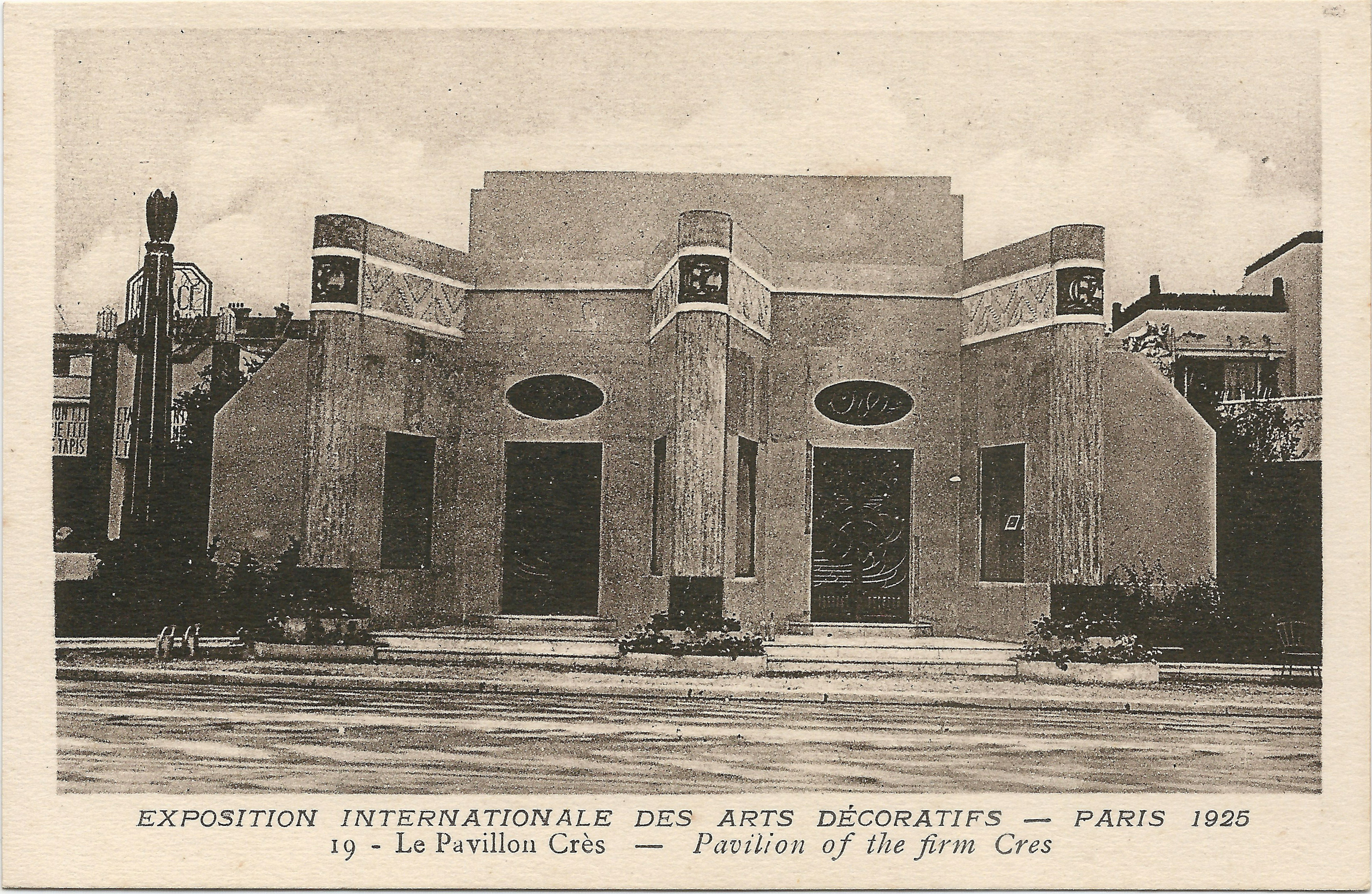
Le pavillon Crès.

Les pavillons des régions françaises
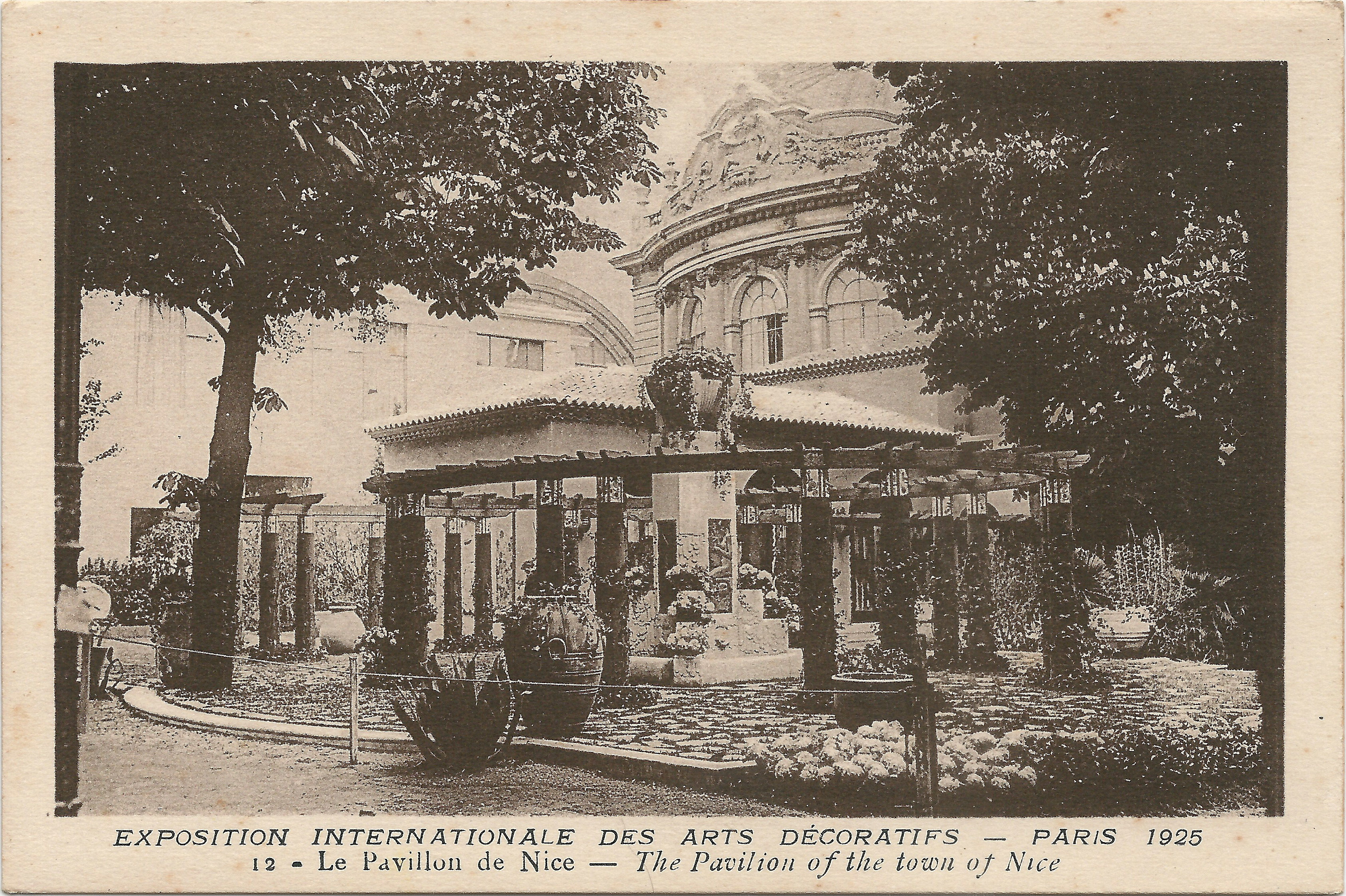
Nice.
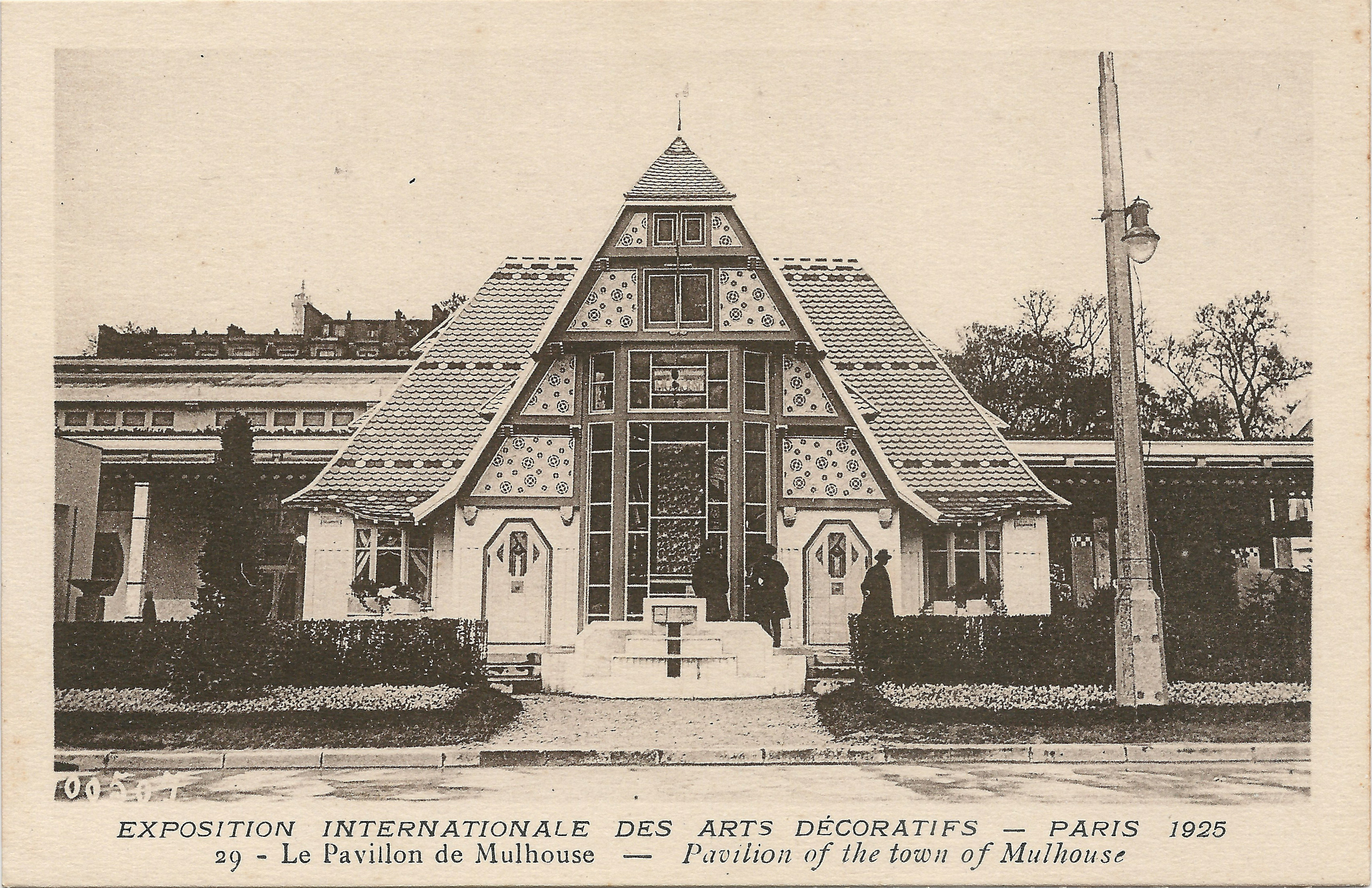
Mulhouse.
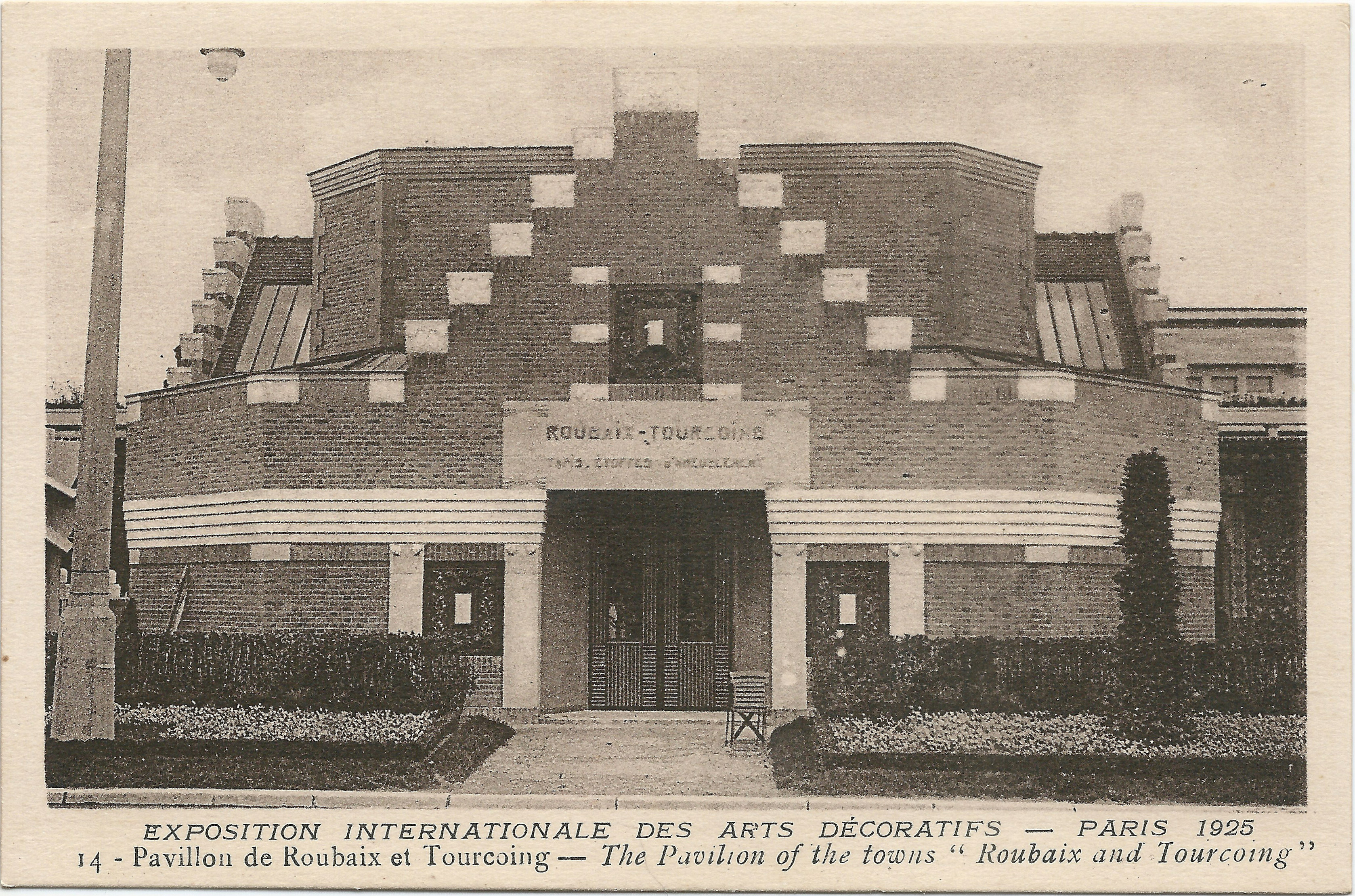
Roubaix et Tourcoing.
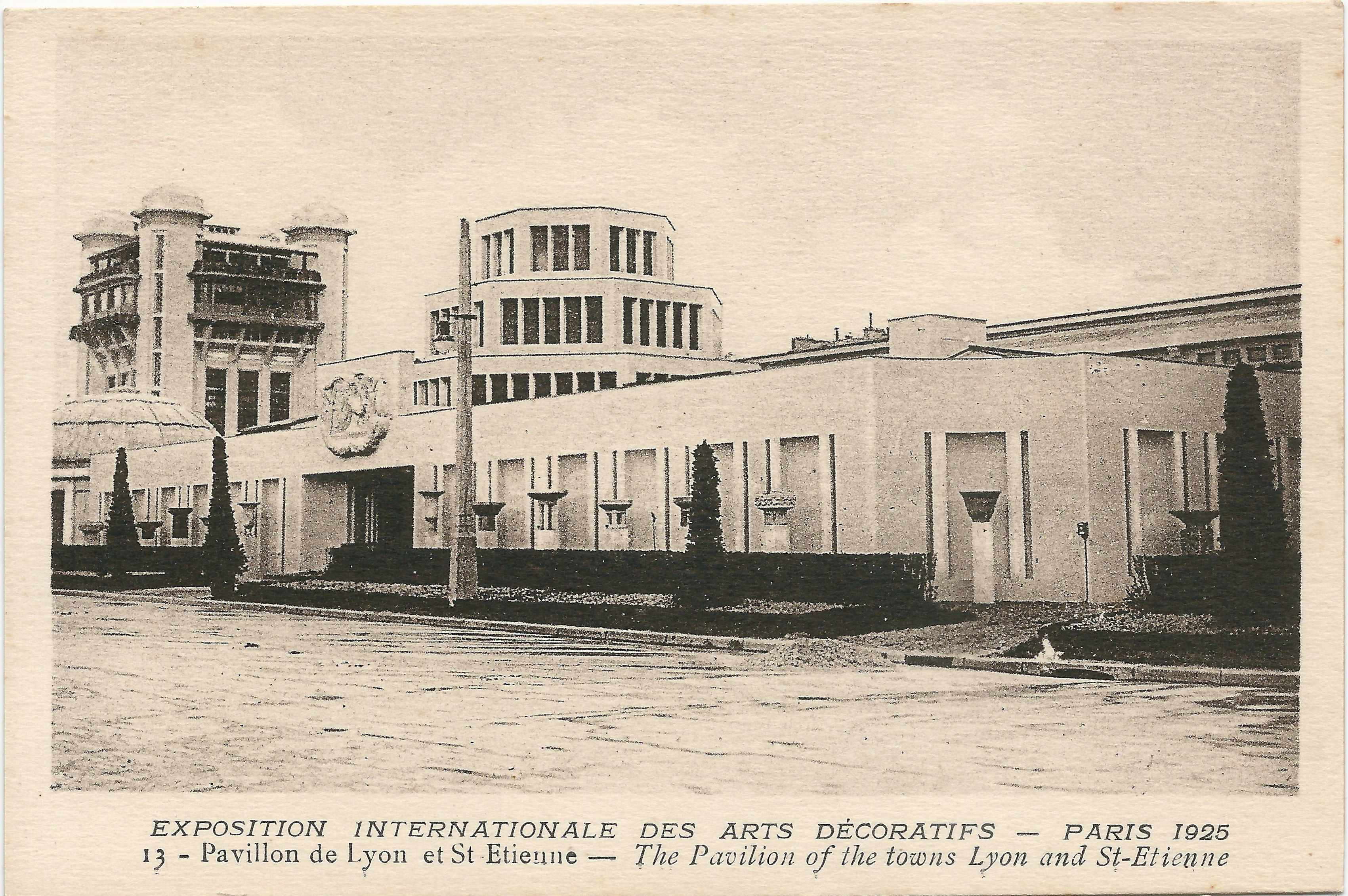
Lyon et Saint-Étienne (par Tony Garnier).

Les pavillons internationaux
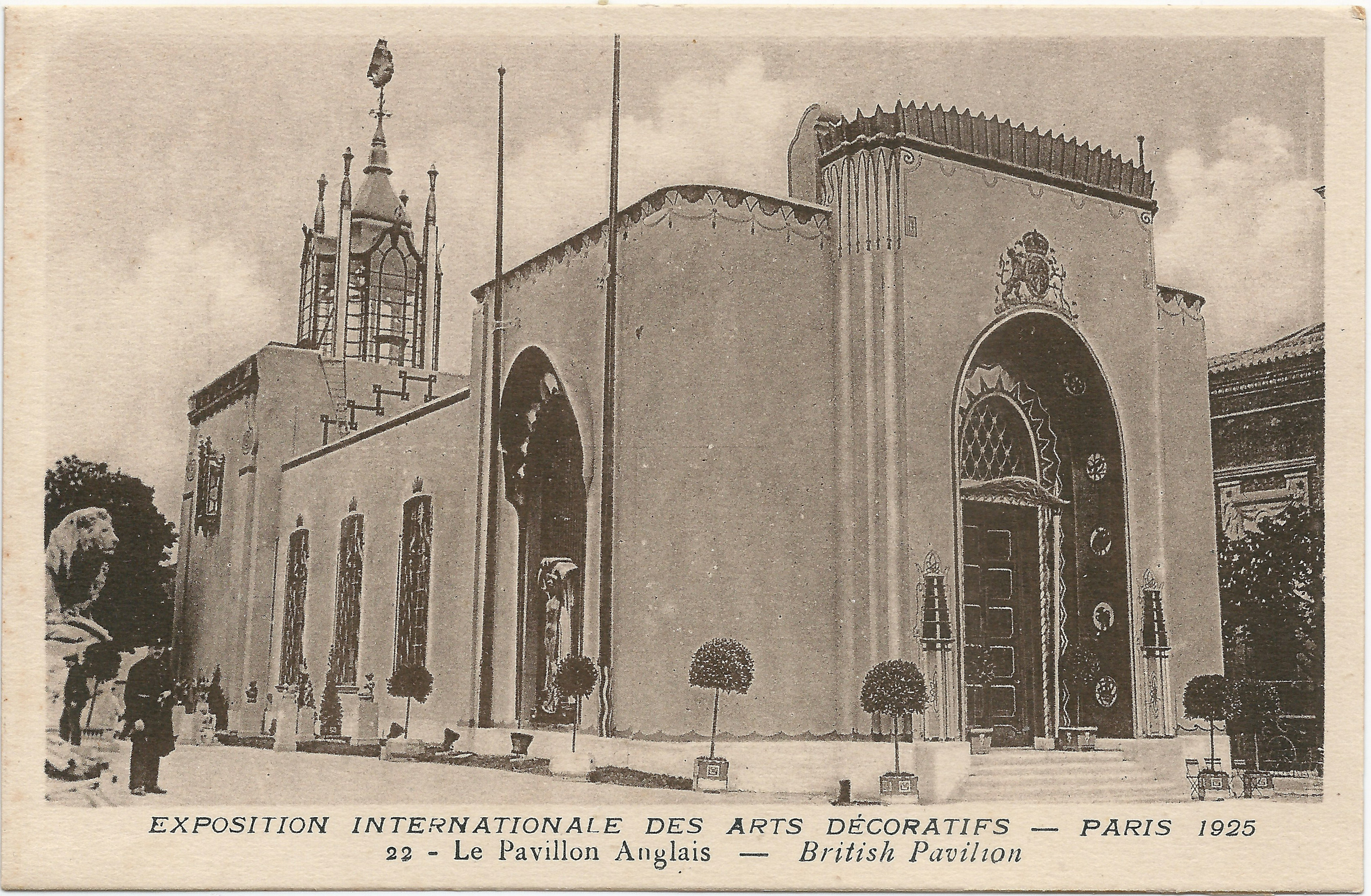
Angleterre.
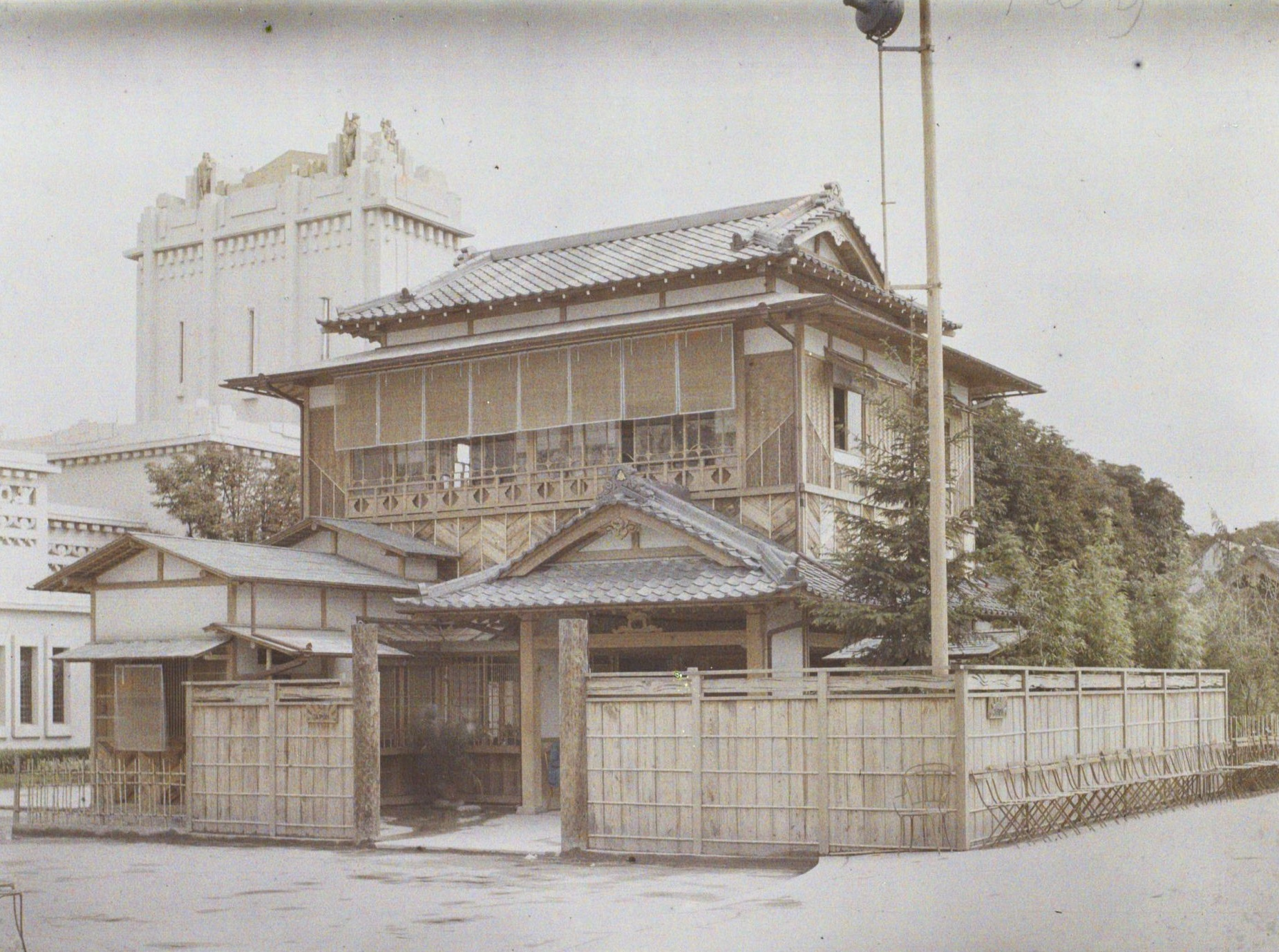
Japon, autochrome Auguste Léon, Musée départemental Albert-Kahn.
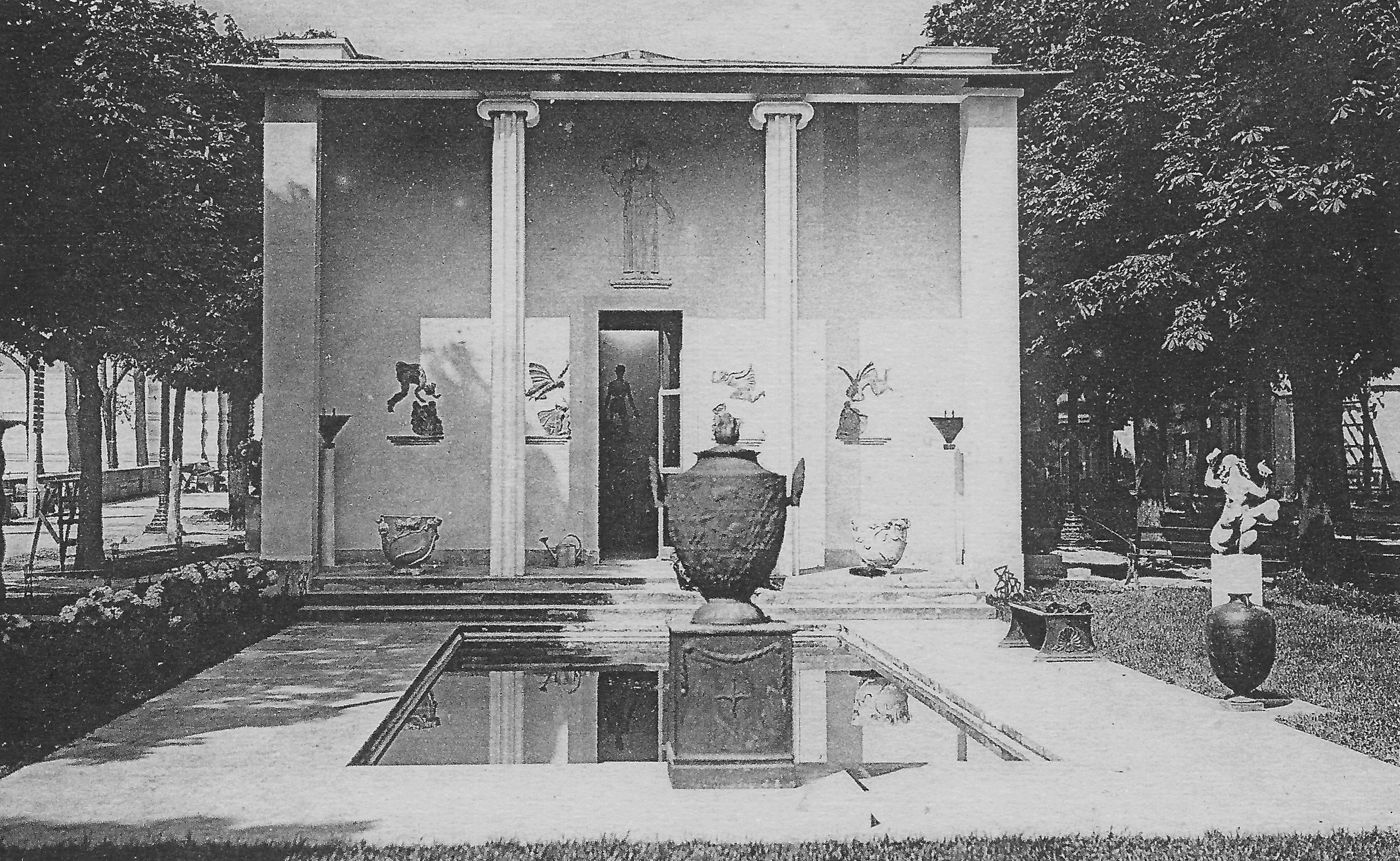
Suède.
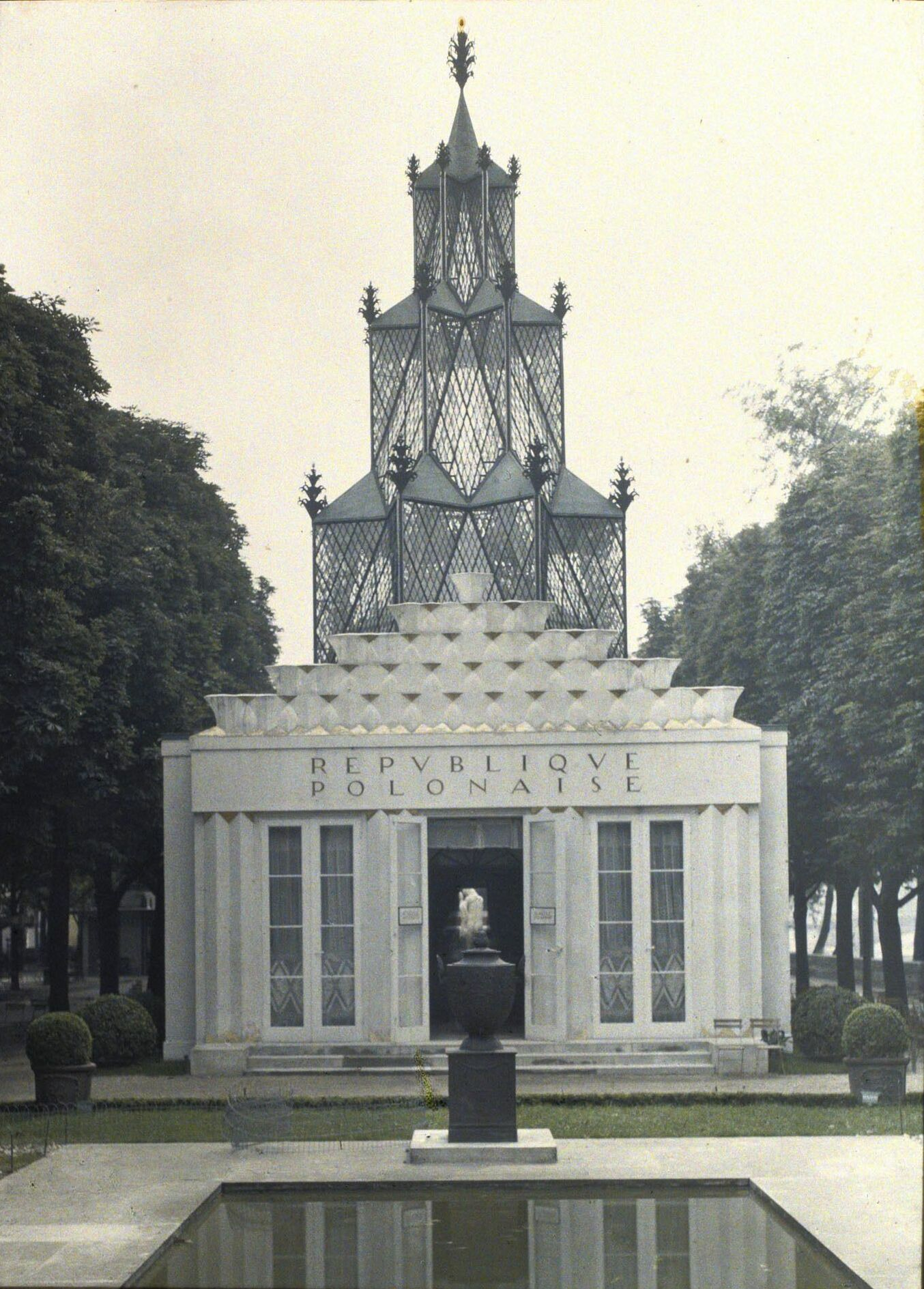
Pologne.
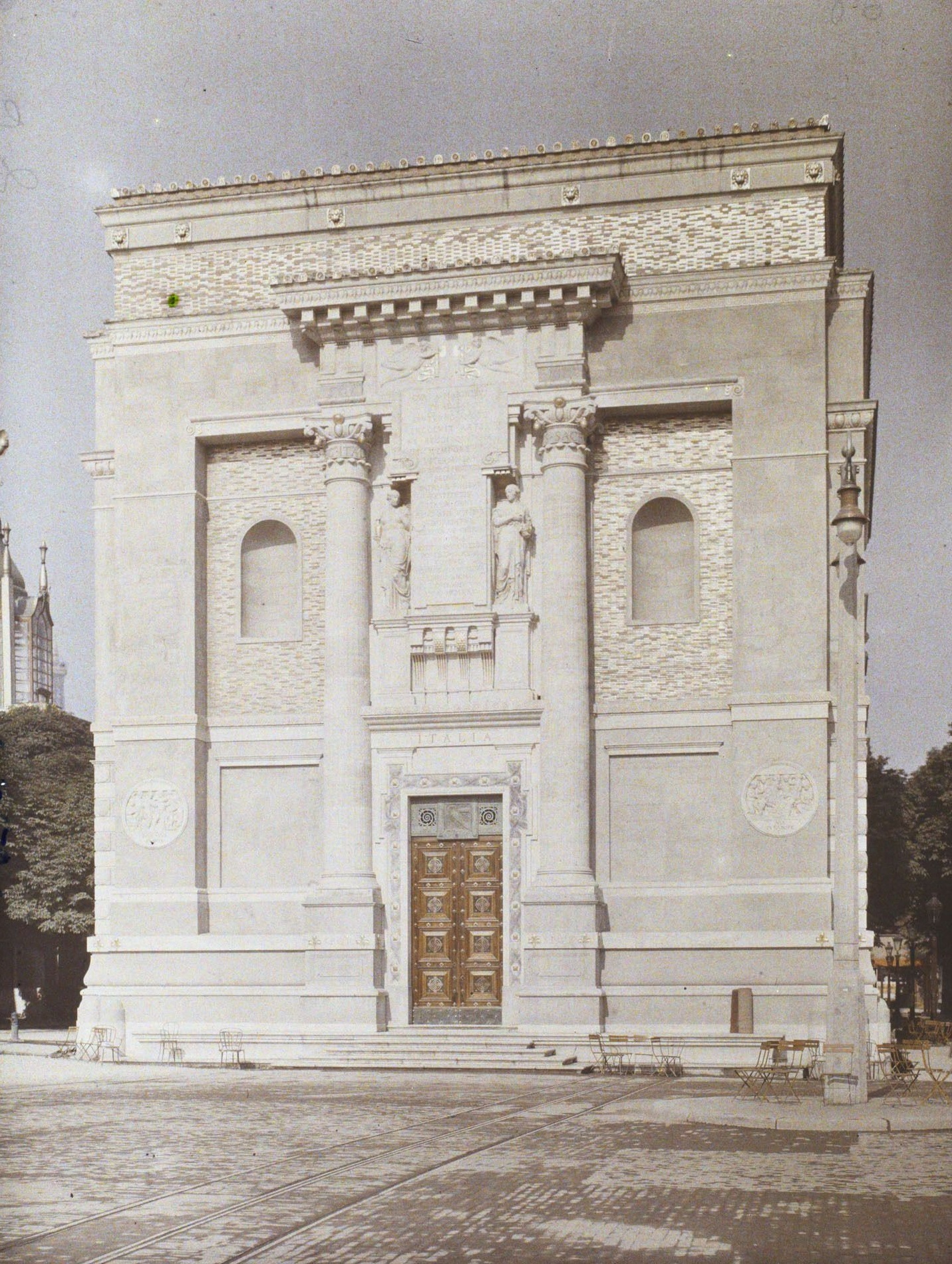
Italie.
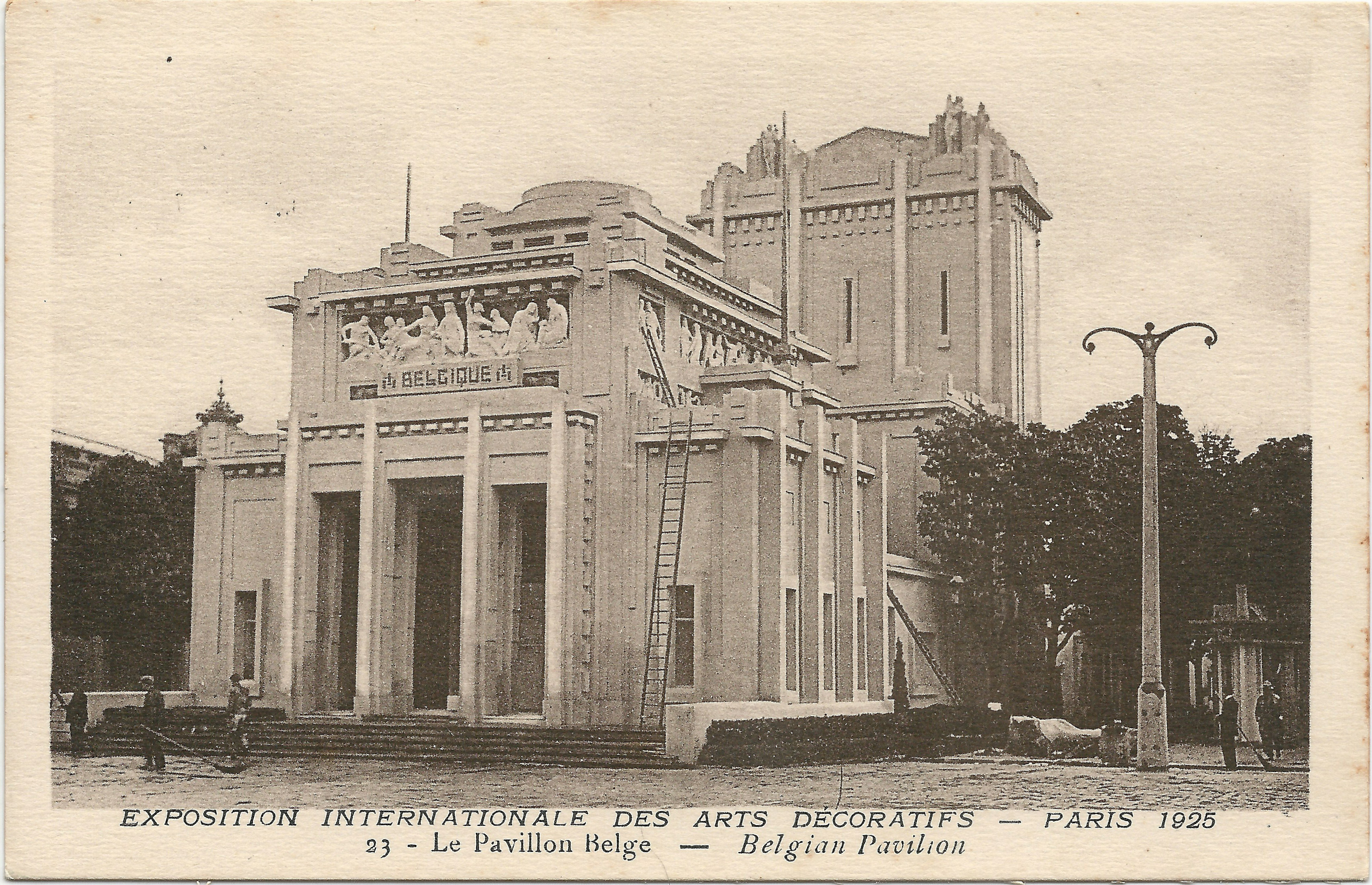
Belgique.

## Suites de l'Exposition
Le succès de l'Exposition de 1925, relayé par la presse, qui offrit une formidable vitrine aux industries de luxe françaises, permit à l'art déco de se propager en France et dans le monde entier (New York, Rio, Casablanca, Shanghai…).
Face à cette écrasante domination des pavillons art déco, l'avant-garde internationale a peu de place pour présenter ses idées modernistes. Les deux pavillons majeurs de ce mouvement sont le pavillon de l'URSS, dessiné par Constantin Melnikov et le pavillon de l'Esprit nouveau de Le Corbusier et Pierre Jeanneret. En revanche, Theo van Doesburg ne parviendra pas à obtenir un pavillon pour le mouvement De Stijl, le pavillon hollandais ayant été confié à Jan Frederik Staal (nl). Margaret Kropholler obtient une médaille d'argent pour son travail architectural dans ce pavillon.
Le Corbusier illustre les concepts du Purisme décrits dans la revue L'Esprit nouveau fondée avec Ozenfant en 1920. La différence avec les ensembliers art déco est notable : Le Corbusier, assisté de son cousin Pierre Jeanneret, réalise le mobilier mais il le nomme « équipement ». Ce sont des sortes de casiers standards, incorporés aux murs ou modulables. À l'intérieur de la cellule d'habitation, aucun décor n'est toléré. Seules de véritables œuvres d'art de Léger (La Balustre), Ozenfant, Gris, Picasso et Le Corbusier (Nature morte de l'Esprit nouveau) sont exposées.
Si, à l'époque, l'art déco atteint son apogée, symbolisée par le luxueux mobilier de Ruhlmann, et sort grand vainqueur de cette Exposition, aujourd'hui, les historiens retiennent davantage les propositions avant-gardistes de Le Corbusier, Melnikov et Mallet-Stevens, qui correspondent à la véritable révolution architecturale de la première moitié du XXe siècle.

## Mobilier moderne
Après Josef Hoffmann et son « fauteuil Kubus » de 1910, Gerrit Rietveld influe sur le renouveau formel du mobilier avec ses chaises géométriques en bois (1917-1918), peintes ensuite en « Chaise rouge & bleue » en 1923 et surtout sa « Chaise Berlin », présentées la même année aux expositions De Stijl de Berlin et de la galerie de L'Effort moderne à Paris. Déjà lors de la Première Guerre mondiale, l'utilisation industrielle du métal s'était développée avec l'usage du tube peint pour les lits d'hôpitaux militaires, qui inspirera le terme de « style clinique » et l'aménagement de boutiques. Le métal commence ainsi à s'imposer aux autres matériaux avec notamment la « Coiffeuse » à plateau métallique de Marcel Breuer conçue pour l'aménagement intérieur de la maison prototype Haus am Horn, lors de l'Exposition du Bauhaus de 1923 à Weimar, jusqu'à constituer l'ossature même du meuble, avec le fauteuil « Transat » en tube de tôle laquée et toile créé par Mallet-Stevens en 1923-1925 pour la villa Noailles, décorée également en 1925-1926 d'une chambre à coucher de Sybold van Ravesteyn en bois et métal peints, ou encore avec la « Chaise inclinable » de Jean Prouvé de 1924 en tôle pliée d'acier laqué et toile et le fauteuil en cuir à piétement d'acier plat de Louis Sognot de 1925-1929.
Simultanément, à l'Exposition de 1925, Le Corbusier présente également dans son pavillon de l'Esprit nouveau des tables réalisées spécialement par l'équipementier hospitalier Schmittheisler et des meubles-casiers par la firme Ronéo, dont les piétements sont en tubes d'acier, outre des fauteuils Thonet 209 et des chaises de jardin du commerce. C'est donc autour de cette date que le mobilier véritablement moderne fait son apparition chez les créateurs en tirant parti des possibilités du métal, puis du tube d'acier, finalement nickelé ou chromé, dont la « Chaise Wassily » créée au Bauhaus en 1925 par Marcel Breuer constitue le symbole. Ce dernier est alors vite suivi, dans l'usage dominant du métal dans le mobilier, par d'autres designers modernes comme Eileen Gray en 1925-1926, René Herbst, Mart Stam, Charlotte Perriand et Pierre Chareau dès 1926, puis Ludwig Mies van der Rohe et à nouveau Gerrit Rietveld, Mallet-Stevens et Louis Sognot en 1927 ou encore Eckart Muthesius en 1929.

## Parfumerie
La parfumerie française est mise à l'honneur durant l'Exposition : secondé par Pierre Guerlain et Marcel Pellerin, Robert Bienaimé est nommé président de la « Classe 23 - Parfumerie » qui regroupe les pavillons et vitrines des parfumeurs énumérés ci-dessous
- Agnel
- Bourjois
- Cheramy
- Coty
- Corday et Jovoy
- Fontanis
- Gabilla
- Gibbs (Pierre Thibaud et Cie)
- Grenoville
- Gueldy
- Guerlain
- Houbigant
- Lubin
- D'Orsay
- L.T. Piver
- Rallet
- Rigaud
- Roger & Gallet
- Rosine
- Violet[22].

Sont également présents des fournisseurs liés à ce secteur comme le joaillier Dusausoy, l'orfèvre Berlan, Lederlin et Cie (flacons, boîtes), E. Blondy (étuis à fard), le graveur Maquet, les cartons et papiers Evette Germain et Cie, mais aussi la maison « Maurice Leblanc, Bona et Bicart » qui obtient le grand prix dans sa spécialité.